# رود دوینیتسا
رود دوینیتسا (انگلیسی: Dvinitsa) یک رودخانه در استان ولوگدای کشور روسیه است.